# Vetenskapsåret 1828

## Händelser
- Félix Savary beräknar omloppsbanan för dubbelstjärnan Xi Ursae Majoris.
- Karl Ernst von Baer publicerar Über Entwickelungsgeschichte der Thiere och lägger därmed grunden till den jämförande embryologin.
- Friedrich Woehler framställer urea, det första organiska ämne som syntetiseras.
- Jöns Jacob Berzelius upptäcker grundämnet torium.
- George Green bevisar Greens sats.
- Adolphe Theodore Brongniart publicerar Prodrome d'une histoire des Végétaux Fossils, en studie om fossila växter.
- Mary Anning upptäcker Storbritanniens första fossil av flygödlor vid Lyme Regis.
- William Rowan Hamilton publicerar Theory of Systems of Rays.
- Friedrich Wöhler och Antoine Bussy framställer oberoende av varandra beryllium genom reduktion av berylliumklorid med kalium.

## Pristagare
- Copleymedaljen: utdelades inte.

## Födda
- 12 januari - Adolf Knop (död 1893), tysk mineralog och geolog.
- 24 mars - Jules Verne (död 1905), fransk science fiction-författare.
- 31 oktober - Joseph Swan (död 1914), brittisk fysiker.

## Avlidna
- 17 mars - James Edward Smith (född 1759), engelsk botaniker.
- 8 augusti - Carl Peter Thunberg (född 1743), svensk botaniker.
- 22 december - William Hyde Wollaston (född 1766), brittisk kemist.